# Piramide van Merenre
De Piramide van Merenre werd gebouwd door farao Merenre (of Menenre) uit de 6e dynastie te Saqqara.

## Bouwgeschiedenis

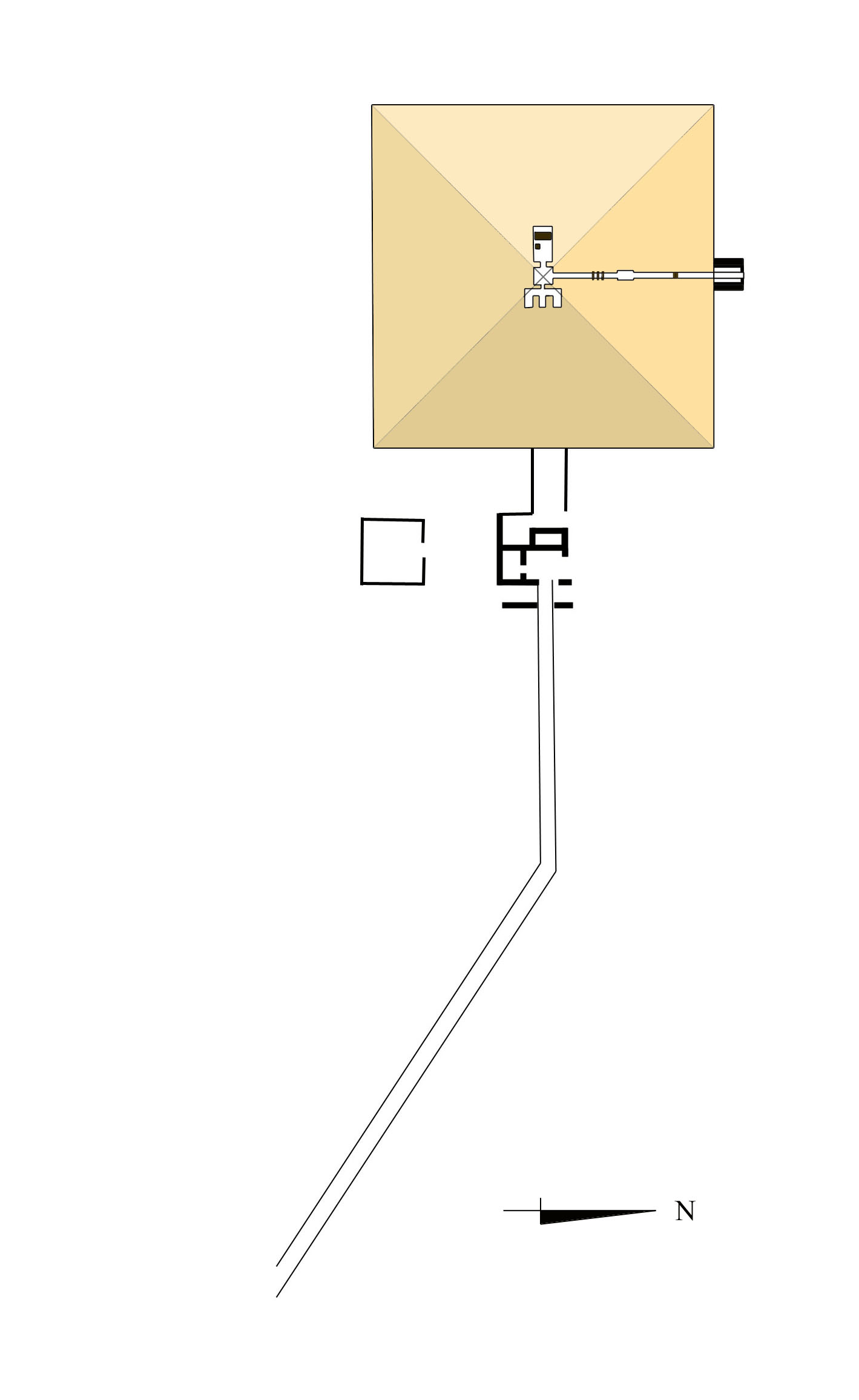
Plan van het complex

De piramide is zeer slecht bewaard en veel ervan is gekend door het contemporair verslag van Weni, een gouverneur van Boven-Egypte. De piramide werd in het begin van de 19e eeuw al bezocht door John Shae Perring, maar het was Gaston Maspero die de piramides grondig onderzocht en in 1881 de sarcofaag en mummie van Merenre ontdekte. De mummie is de oudst bekende mummie van het oude Egypte. In moderne tijden werd de piramide onderzocht door de Fransen onder leiding van Jean-Phillipe Lauer.

## Architectuur
De piramide en het complex zijn zeer slecht bewaard gebleven en het is moeilijk om ze nog als piramide te herkennen. Het is zeker dat er een dodentempel en een noordelijke kapel bestond, maar door de geringe archeologische aandacht en zeer slechte bewaring is weinig over het terrein gekend. Ook was er volgens Perring een processieweg van ongeveer 250 meter. De piramide zelf is zeer gelijkend op deze van Merenres vader Pepi I. De piramide was oorspronkelijk 52,5 meter hoog en de zijdes waren 78,5 meter lang. De piramide die 'Merenre glanst vol schoonheid' heette, had eveneens een noordelijke ingang. Via deze ingang bereikte men de antichambre die uitgaf op de grafkamer en een kapel in het oosten. De grafkamer en antichambre waren voorzien van piramideteksten die door Maspero zijn opgetekend. In de grafkamer stond een zware albasten sarcofaag en ook de kist met canopen.